# Forma canònica
Normalment, en matemàtiques i ciències de la computació, una forma canònica (sovint denominada forma normal o forma estàndard) d'un objecte matemàtic és una manera convencional de presentar aquest objecte com una expressió algebraica. Per exemple, la forma canònica d'un nombre natural en representació decimal és una seqüència finita de dígits que no comença per zero.
Més generalment, per una classe d'objectes on s'ha definit una relació d'equivalència, una forma canònica consisteix en l'elecció d'un objecte específic per cada classe. Per exemple, una matriu esglaonada i la forma canònica de Jordan són formes canòniques per matrius.
En ciències de la computació, i més específicament en computació algebraica, quan s'han de representar objectes matemàtics en un ordinador, normalment hi ha moltes maneres diferents de representar el mateix objecte. En aquest context, una forma canònica és una representació tal que tot objecte té una representació única. Per tant, es pot comprovar si dos objectes són iguals observant si les seves respectives formes canòniques són iguals. Tot i això, és usual que les formes canòniques depenguin d'eleccions arbitràries (com per exemple l'ordenació de les variables), i això introdueix dificultats per comprovar la igualtat de dos objectes resultat de càlculs independents. Per aquest motiu, en computació algebraica, forma normal és una noció més feble: una forma normal és una representació tal que el zero es representa de forma unívoca. Això permet comprovar la igualtat de dos objectes tot transformant la seva diferència en forma normal (vegeu Computació algebraica#Igualtat).
Forma canònica també pot denotar una forma diferencial que està definida d'una manera natural (canònica); vegeu més avall.
El procés de calcular una forma canònica s'anomena canonització.

## Definició
Suposem que tenim un conjunt S d'objectes, amb una relació d'equivalència. Una forma canònica es pot definir tot designant alguns objectes de S com a "formes canòniques", de tal forma que tot objecte és equivalent a exactament un objecte en forma canònica. En altres paraules, les formes canòniques de S representen les classes d'equivalència, una i només una vegada. Per comprovar si dos objectes són equivalents, és llavors suficient amb comprovar si les seves respectives formes canòniques són iguals. Una forma canònica, per tant, proporciona un teorema de classificació; més encara, no només classifica cada classe, sinó que també en proporciona un representant (canònic).
En termes pràctics, hom ha de poder ser capaç de reconèixer les formes canòniques. També hi ha una pregunta pràctica (i algorísmica): com podem passar d'un determinat objecte s de S a la seva forma canònica s*? Normalment, s'utilitzen les formes canòniques per fer operacions amb classes d'equivalència de forma més efectiva. Per exemple, en aritmètica modular, la forma canònica d'una classe de mòdul és normalment el menor enter no-negatiu que hi pertany. Les operacions sobre classes es realitzen combinant els respectius representants, i llavors reduint el resultat al menor residu no-negatiu.
De vegades, es relaxa el requeriment sobre la unicitat, permetent que les formes siguin úniques llevat d'alguna relació d'equivalència més fina, com per exemple la reordenació dels termes (si no hi ha un ordre natural).
Una forma canònica pot ser només una convenció, o un teorema complex.
Per exemple, els polinomis s'escriuen per convenció en ordre descendent dels seus termes: és més habitual escriure x² + x + 30 que x + 30 + x², encara que les dues formes defineixen el mateix polinomi. Per contra, l'existència de la forma canònica de Jordan per una matriu és un teorema complex..

## Exemples
Nota: en aquesta secció, «llevat d'»alguna relació d'equivalència E significa que la forma canònica no és única en general, però que si un objecte té dues formes canòniques diferents, llavors són E-equivalents.

### Àlgebra lineal
| Objectes                                            | A és equivalent a B si:                                          | Forma normal                                                         | Notes                                                                                             |
| --------------------------------------------------- | ---------------------------------------------------------------- | -------------------------------------------------------------------- | ------------------------------------------------------------------------------------------------- |
| Matrius normals sobre els nombres complexos         | {\displaystyle A=U^{*}BU} per alguna matriu unitària U           | Matrius diagonals (llevat d'ordenació)                               | Aquest és el teorema espectral                                                                    |
| Matrius sobre els nombres complexos                 | {\displaystyle A=UBV^{*}} per algunes matrius unitàries U i V    | Matrius diagonals amb entrades reals positives (en ordre descendent) | Descomposició en valors singulars                                                                 |
| Matrius sobre un cos algebraicament tancat          | {\displaystyle A=P^{-1}BP} per alguna matriu invertible P        | Forma canònica de Jordan (llevat d'ordenació de blocs)               |                                                                                                   |
| Matrius sobre un cos                                | {\displaystyle A=P^{-1}BP} per alguna matriu invertible P        | Forma normal de Frobenius                                            |                                                                                                   |
| Matrius sobre un anell principal                    | {\displaystyle A=P^{-1}BQ} per algunes matrius invertibles P i Q | Forma normal de Smith                                                | L'equivalència és el mateix que permetre transformacions invertibles elementals de fila i columna |
| Espais vectorials de dimensió finita sobre un cos K | A i B són isomorfs com a espais vectorials                       | {\displaystyle K^{n}}, n un enter no-negatiu                         |                                                                                                   |

### Lògica clàssica
- Forma normal negativa
- Forma normal conjuntiva
- Forma normal disjuntiva
- Forma normal algebraica
- Forma canònica (àlgebra de Boole)
- Forma prenexa
- Forma normal de Skolem

### Anàlisi funcional
| Objectes                                               | A és equivalent a B si:                                   | Forma normal |
| ------------------------------------------------------ | --------------------------------------------------------- | --- |
| Espais de Hilbert                                      | A i B són isomètricament isomorfs com a espais de Hilbert | {\displaystyle \ell ^{2}(I)} espai de seqüències (llevat d'intercanviar el conjunt d'índexs I per un altre conjunt d'índexs de la mateixa cardinalitat) |
| {\displaystyle C^{*}}-àlgebres commutatives amb unitat | A i B són isomorfes com a {\displaystyle C^{*}}-àlgebres  | L'àlgebra {\displaystyle C(X)} de funcions contínues sobre un espai de Hausdorff compacte, llevat d'homeomorfisme de l'espai base.                      |

### Teoria de nombres
- Representació canònica d'un enter positiu
- Forma canònica d'una fracció contínua

### Àlgebra
| Objectes                                                 | A és equivalent a B si:           | Forma normal                                                                        |
| -------------------------------------------------------- | --------------------------------- | ----------------------------------------------------------------------------------- |
| R-mòduls finitament generats, on R és un anell principal | A i B són isomorfs com a R-mòduls | Descomposició primària (llevat reordenacions) o descomposició en factors invariants |

### Geometria
- L'equació d'una recta: Ax + By = C, amb A² + B² = 1 i C ≥ 0

- L'equació d'una circumferència: {\displaystyle (x-h)^{2}+(y-k)^{2}=r^{2}\,}

Aquestes no són les úniques formes: existeixen formes alternatives d'escriure equacions. Per exemple, l'equació d'una recta pot escriure's com una equació lineal en forma punt-pendent o en forma pendent-intersecció.

### Notació matemàtica
Molts matemàtics i científics usen una forma normalitzada per escriure nombres extremadament grans d'una forma més concisa i comprensible.

### Teoria de conjunts
- Forma normal de Cantor d'un nombre ordinal

### Teoria de jocs
- Forma normal d'un joc

### Teoria de la demostració
- Forma normal (deducció natural)

### Sistemes de reescriptura
- En un sistema abstracte de reescriptura una forma normal és un objecte irreductible.

### Càlcul lambda
- Forma normal beta si no és possible una reducció beta; el càlcul lambda és un cas particular d'un sistema abstracte de reescriptura.

### Sistemes dinàmics
- Forma normal d'una bifurcació

### Teoria de grafs
- Teoria de grafs#Canonització d'un graf

### Formes diferencials
Les formes diferencials canòniques inclouen la u-forma canònica i la forma canònica simplèctica, importants en l'estudi de la mecànica hamiltoniana i varietats simplèctiques.

### Computació
- Normalització de dades